# Chironia
- Commons
- Wikispecies

Chironia L. é um género botânico pertencente à família Gentianaceae.

## Espécies
- Chironia albiflora
- Chironia amoena
- Chironia angolensis
- Lista completa

## Classificação do gênero
| Sistema | Classificação                      | Referência               |
| ------- | ---------------------------------- | ------------------------ |
| Linné   | Classe Pentandria, ordem Monogynia | Species plantarum (1753) |

- (em alemão) PPP-Index
- (em inglês) Plant Systematics
- (em inglês) Botânica sistemática
- (em inglês) IPNI index
- (em inglês) Germplasm Resources Information Network (GRIN)